# Gerda Wegener
Gerda Wegener, registrada al nacer con el nombre Gerda Marie Fredrikke Gottlieb (Hammelev, 15 de marzo de 1885 (quizá 1889) - Frederiksberg, 28 de julio de 1940), fue una pintora, ilustradora e ilustradora erótica danesa. Wegener es conocida por sus ilustraciones de moda y posteriormente por sus pinturas que desafiaban los límites de su época en relación con el género y el amor. Estas obras se clasificaron a veces como erotismo lésbico y muchas se inspiraron en su pareja, la mujer trans Lili Elbe. Wegener hizo en estas obras los estilos del Art Nouveau y, más tarde, del Art Déco.

## Trayectoria

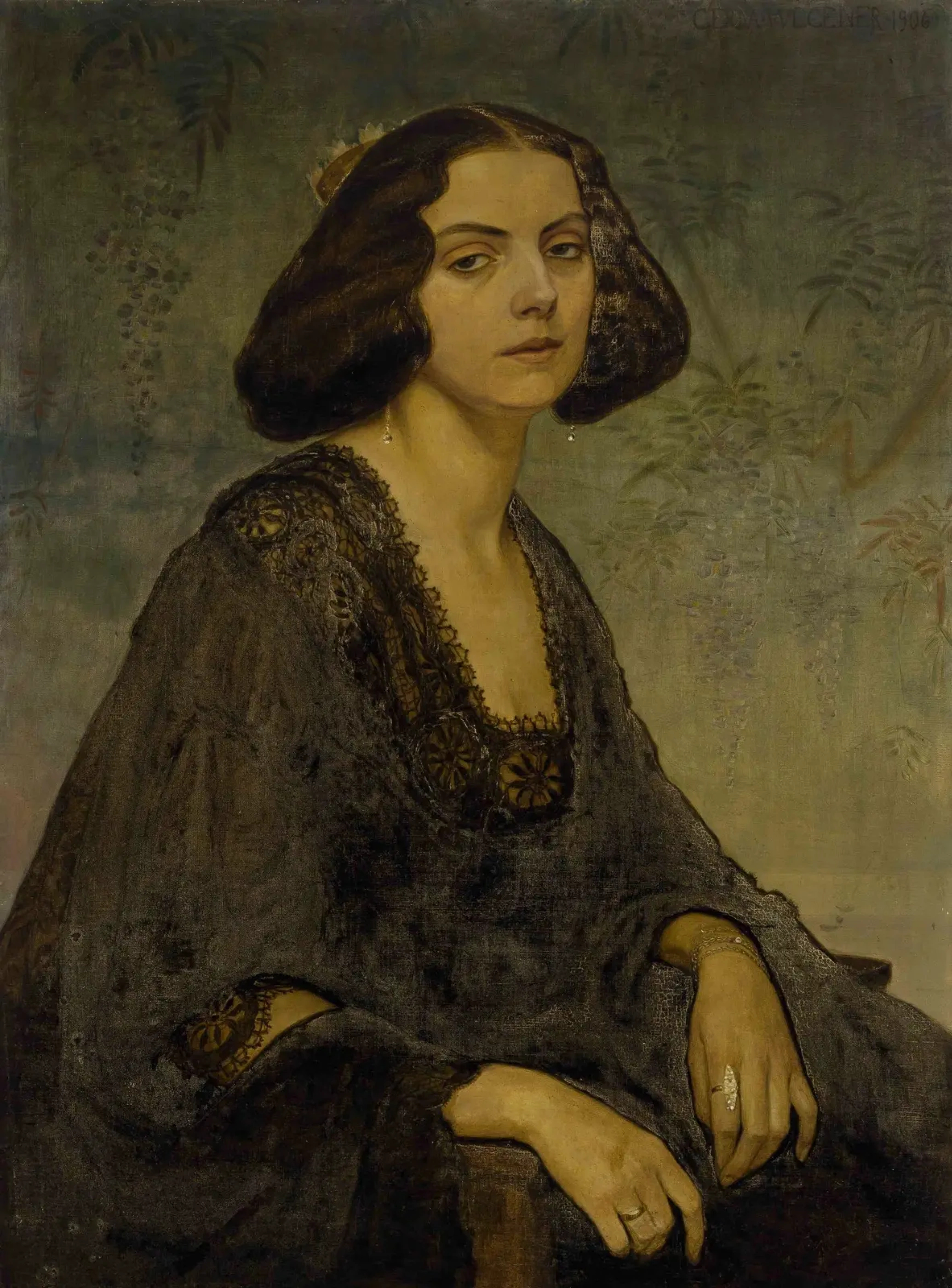
"Retrato de Ellen von Kohl" (1906) por Gerda Wegener

Nació el 15 de marzo de 1885 en Hammelev del municipio de Haderslev al sur de Dinamarca. En 1902 marchó a Copenhague para estudiar en la Escuela para Mujeres de la Real Academia Danesa de Bellas Artes, donde permaneció hasta 1905. Conoció a la artista Lili Elbe, en ese tiempo Einar Wegener, con el que se casó en 1904.
Gerda participó en diversas exposiciones de su país, desde 1904 hasta 1909, (Charlottenborg Spring Exhibition, Autum Art Exhibition y The Journalists’ Association’s Union). En 1908 y 1909 obtuvo dos premios en los concursos promovidos por el diario Politiken con sus obras Conpenhagen Woman y Figures of the Street. Se hizo colaboradora habitual de dicho diario así como de otras revistas.
El matrimonio se trasladó a París en 1912 donde Gerda obtuvo un gran éxito como artista gráfica en revistas de moda y satíricas, como Journal des Dames, Fantasio, La Baïonette, Le Sourire de France, La Vie Parisienne, Vogue y Femina. Compaginó esta actividad con su labor de retratista de miembros de la alta sociedad -en especial mujeres- y representantes del mundo de las artes. Retrató de forma reiterada a Lili Elbe, con una gran variedad de indumentarias, complementos y peinados diversos. También se autorretrató en varias de sus obras.
Polémicas y admiradas fueron doce acuarelas de contenido erótico y lésbico que pintó en 1925 para el libro Douze Sonnets Lascifs (Doce sonetos lascivos) de Louis Pearceau.

### Vida privada
Acompañó y apoyó a Lili en su transición a mujer transexual, cuya operación fue la primera de cambio de sexo de un personaje público. Cristián X, rey de Dinamarca, declaró su matrimonio nulo en octubre de 1930.

### Segundo matrimonio y fallecimiento
En 1931, Gerda se casó con el oficial italiano Fernando Porta, con quien se mudó a Marruecos, donde él estaba destinado. Siempre había firmado con el nombre de Gerda Wegener pero, a partir de su nuevo matrimonio, pasó a añadir el apellido Porta, siendo Gerda Wegener Porta.
Se divorciaron en 1936 y regresó a Dinamarca en 1938. Expuso por última vez en 1939 y murió en julio de 1940.

## En la cultura popular
En 2015 se estrenó un film sobre el caso, La chica danesa, dirigido por Tom Hooper y protagonizado por Eddie Redmayne en el que Alicia Vikander interpreta a Gerda. Por su interpretación, Vikander ganó el Oscar a la mejor actriz de reparto.

## Exposiciones
Desde noviembre de 2015 hasta enero de 2017 el museo Arken de Copenhague le dedicó una gran retrospectiva de su obra. Se expusieron un total de 178 obras, entre pinturas, dibujos e ilustraciones.

## Libros ilustrados por Wegener
- Le Livre des Vikings de Charles Guyot (1920 ou 1924)
- Douze sonnettes lascifs de Louis Pearceau (1925)
- Une Aventure d'Amour à Venise de Giacomo Casanova. Le Livre du Bibliophile. Georges Briffaut. Collection Le Livre du Bibliophile. Paris. 1927.
- Les Contes de La Fontaine (1928-1929).
- Contes de mon Père le Jars & Sur Talons rouges de Eric Allatini (1929)
- Fortunio de Théophile Gautier (1934)

## Galería de imágenes

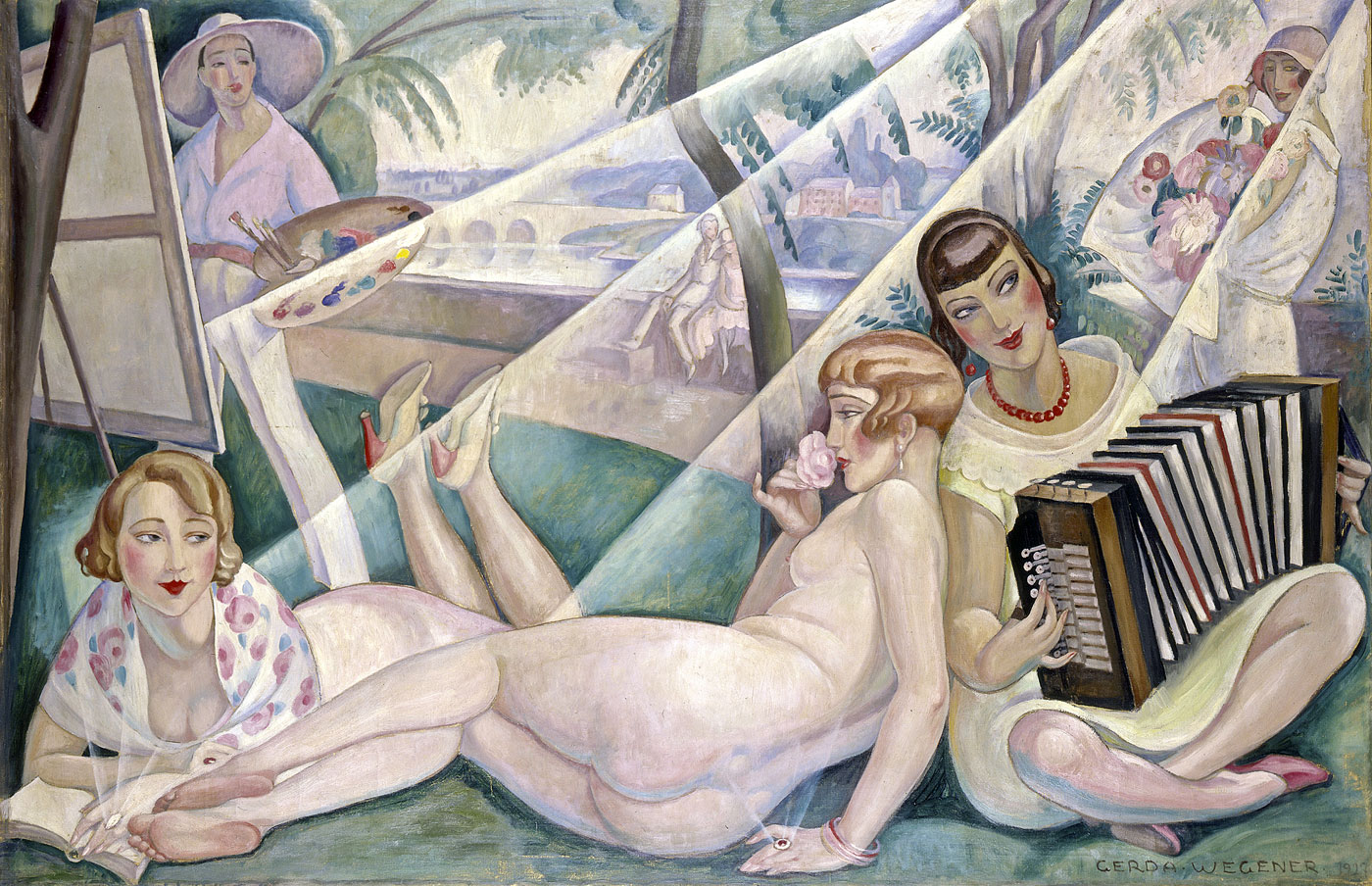
En sommerdag
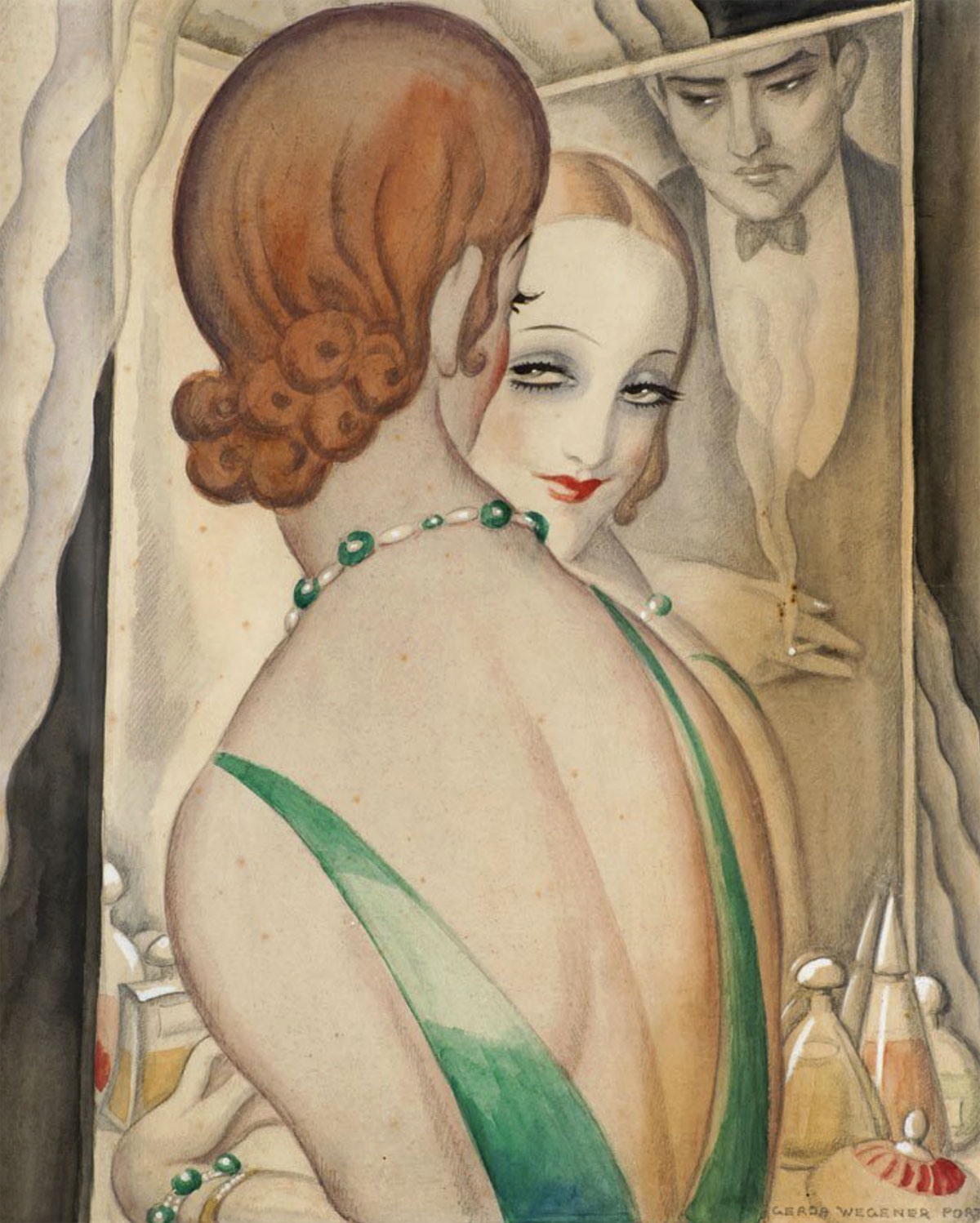
At the mirror
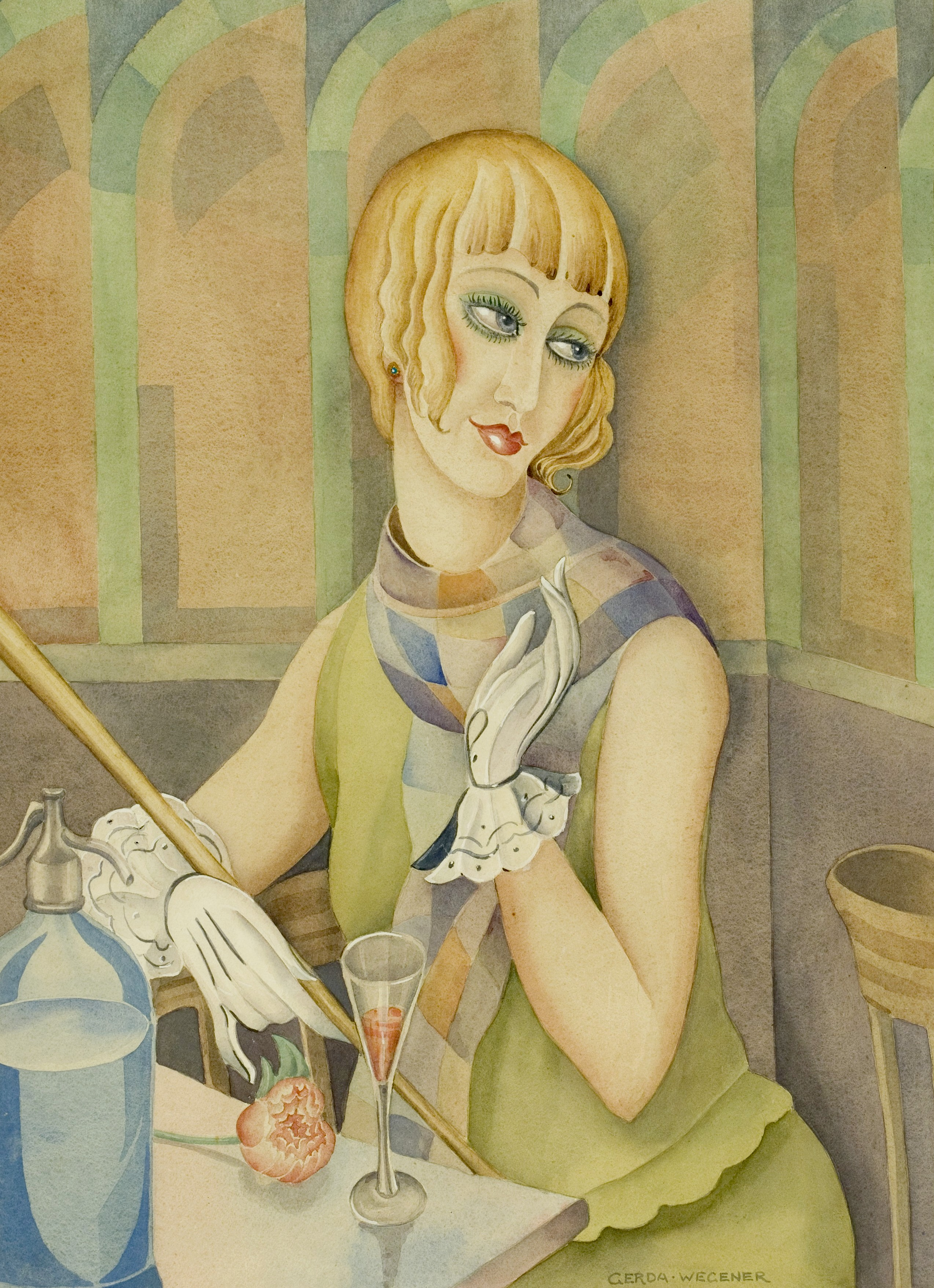
Lili Elbe
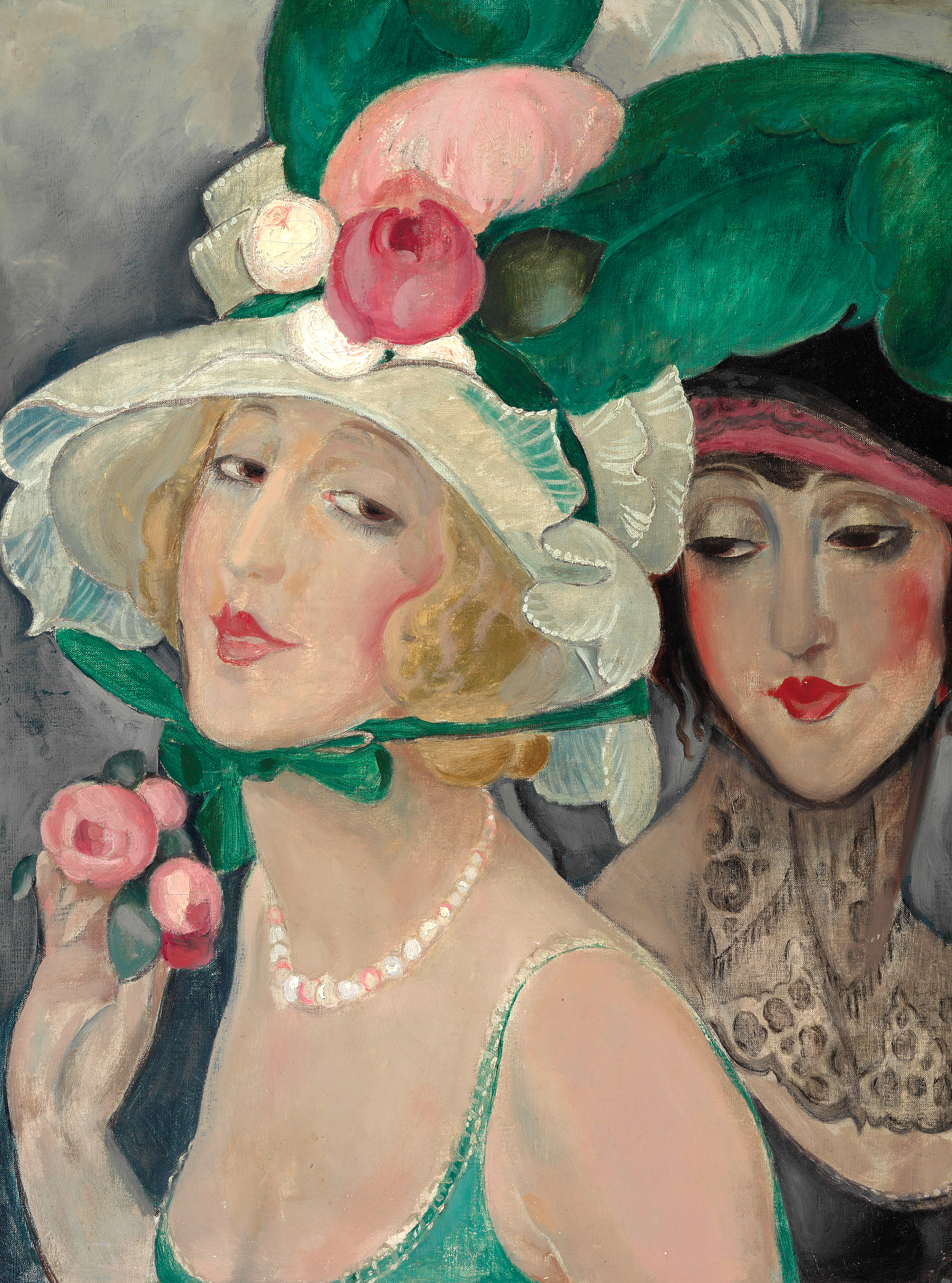
Deux cocottes avec des chapeaux
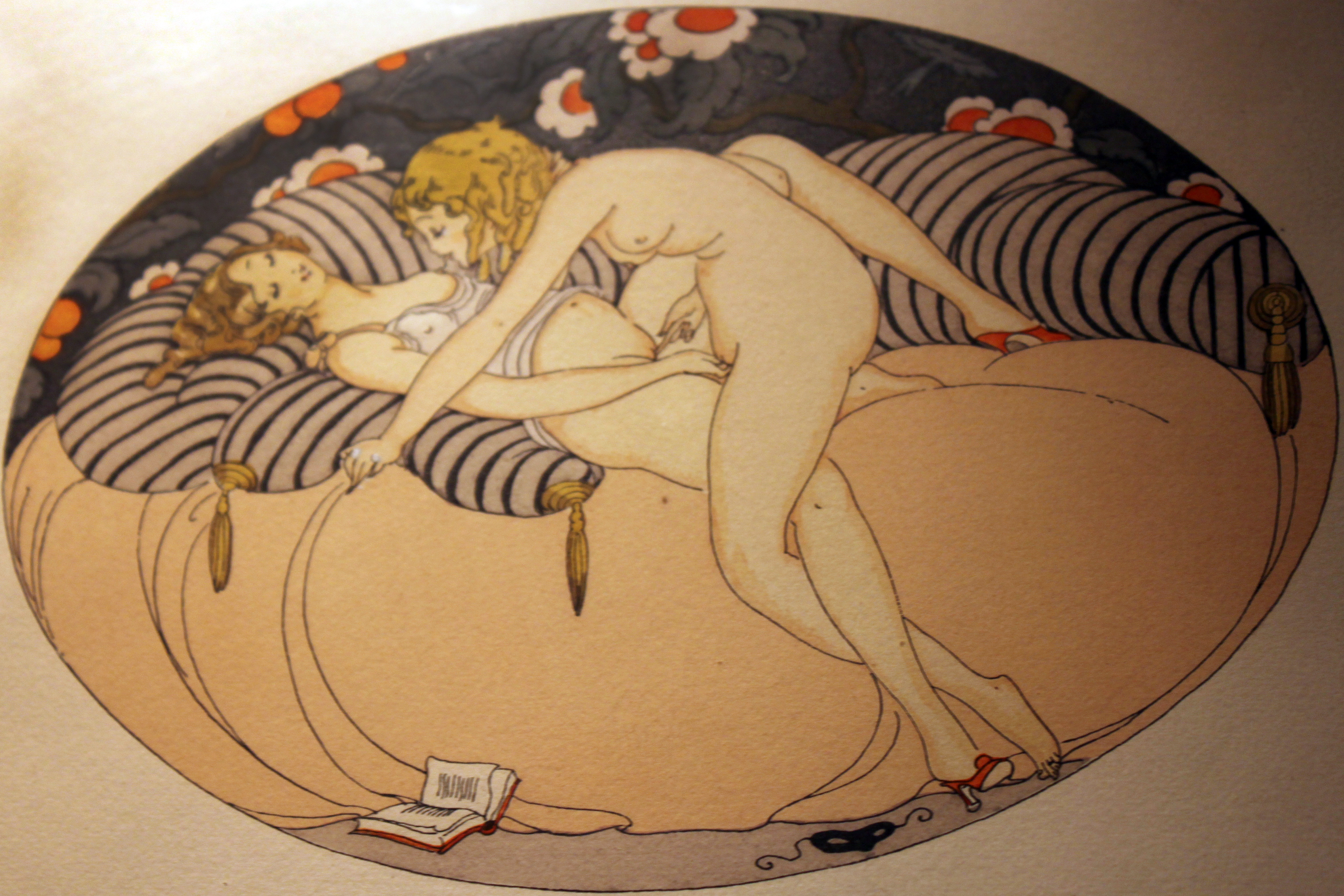
Les Delassements dEros 09 anagoria
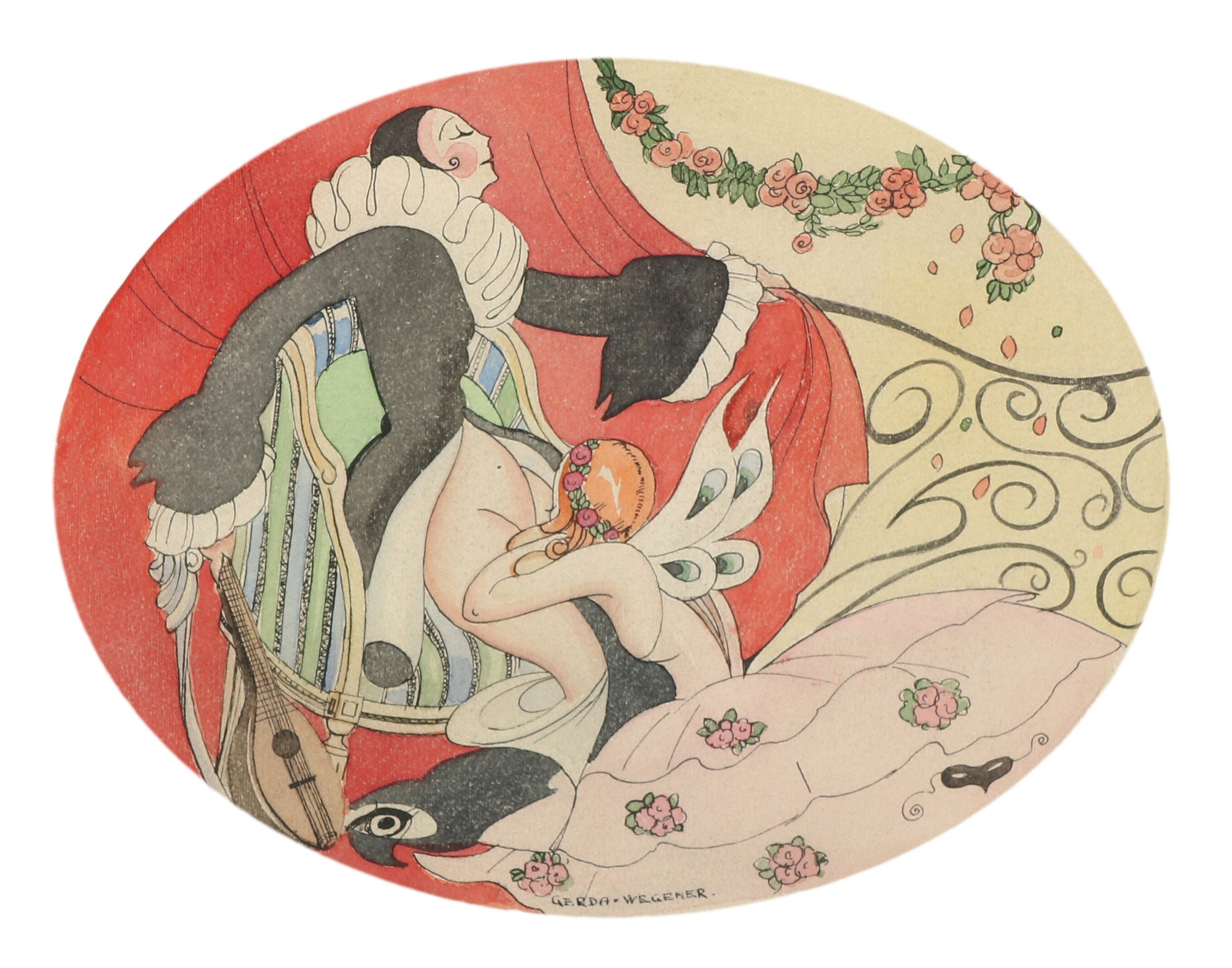
Erotisk scene
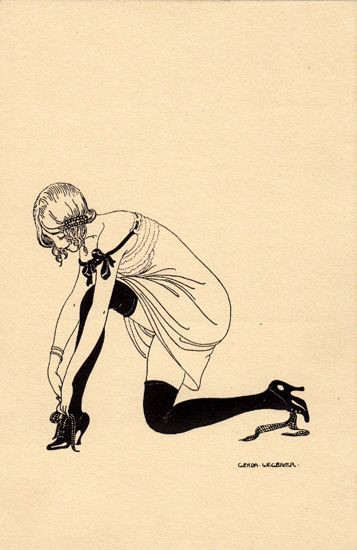
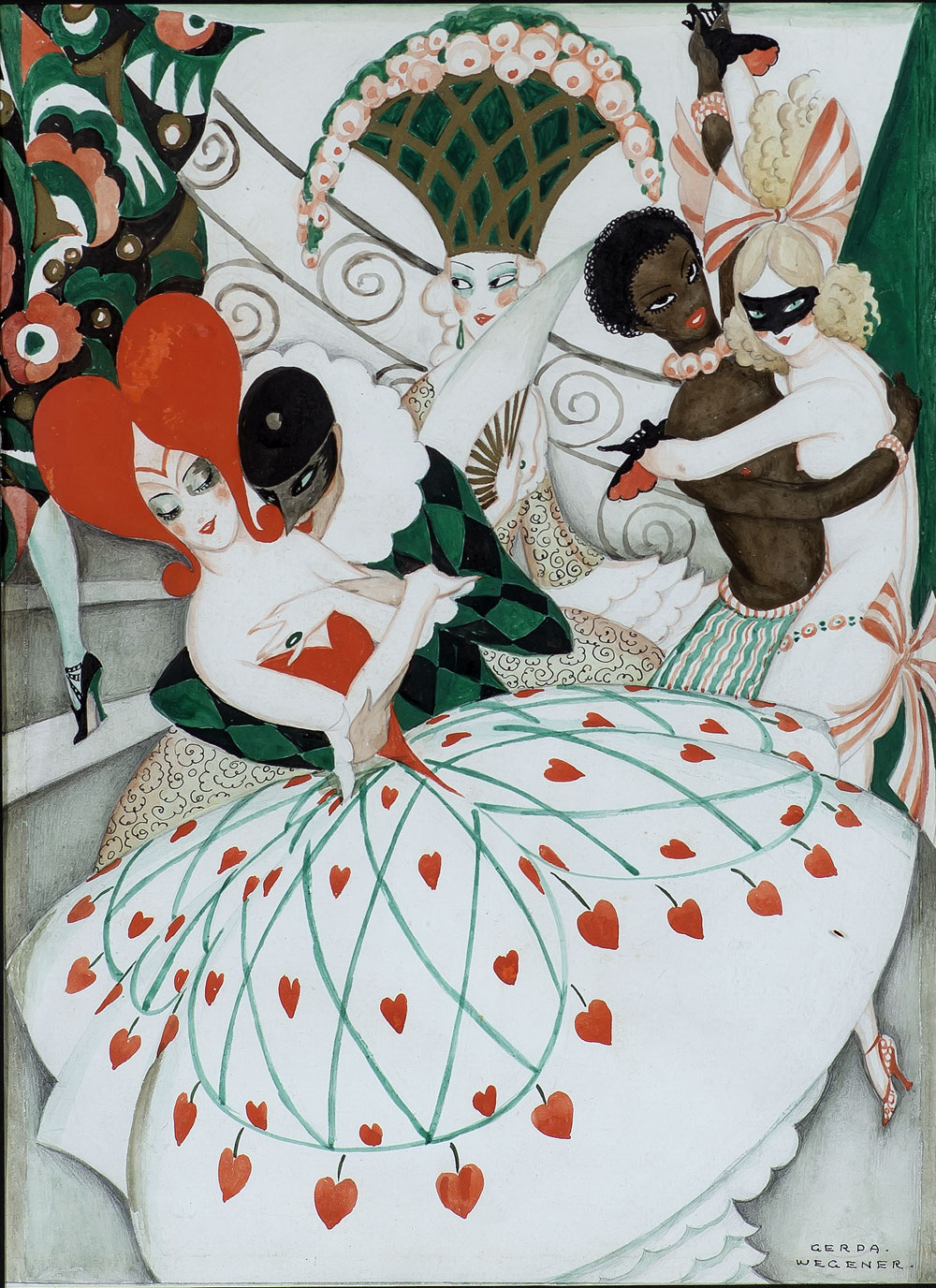
The Carnival
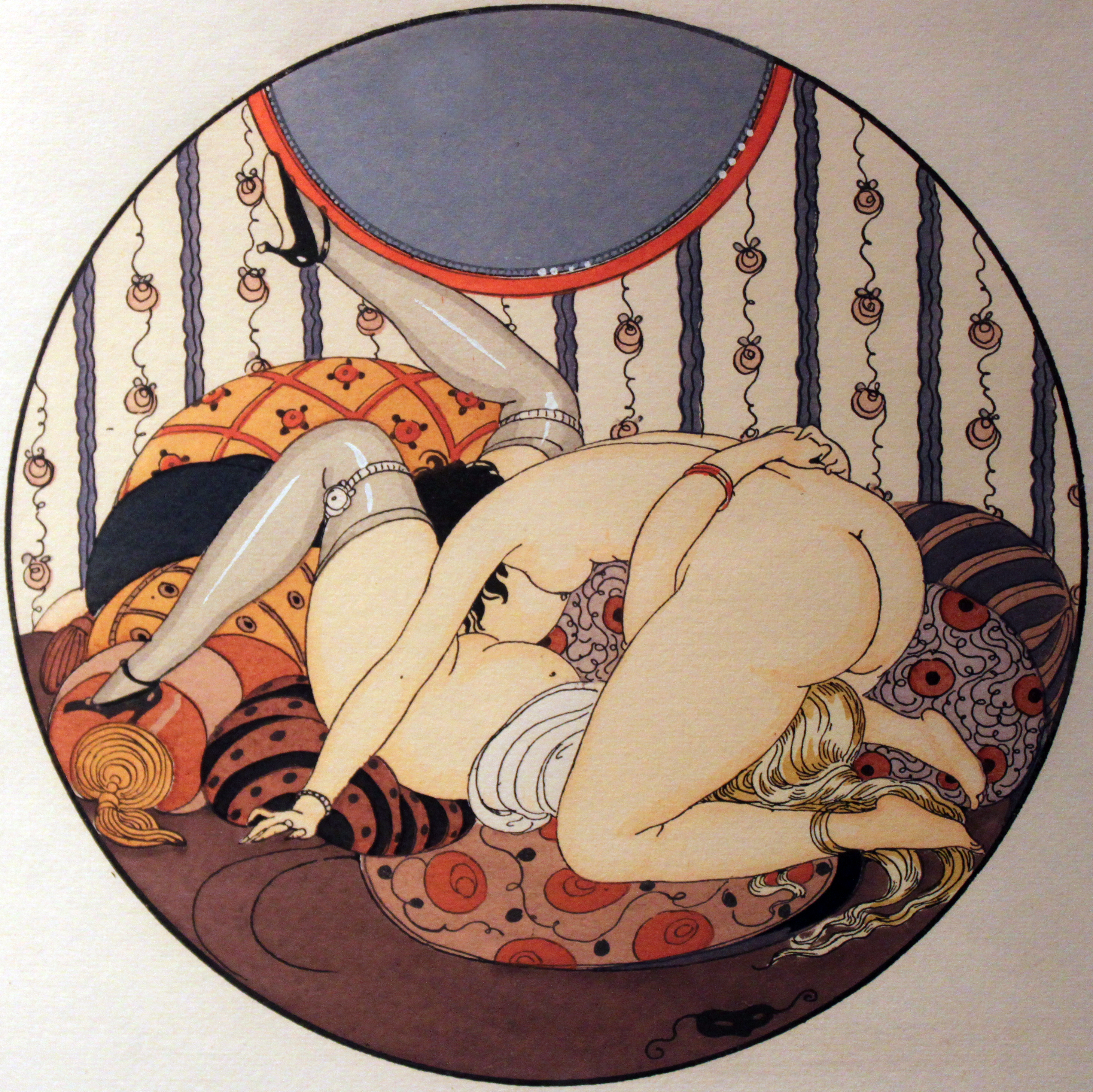
Les Delassements dEros 06 anagoria